# Adam de Villebéon
Adam de Villebéon (* wohl 1183/85; † 28. Januar 1235) war von 1223 bis zu seinem Tod Großkammerherr von Frankreich. Er ist ein Angehöriger der Familie Le Riche.

## Leben
Adam de Villebéon war der Sohn von Gauthier II. de Villebéon und Elisabeth de Mondreville († 1234).
Gauthier II. de Villebéon nahm gemeinsam mit seinen Söhnen Adam und Mathieu am Kreuzzug von Damiette (Fünfter Kreuzzug) teil. Alle drei wurden dort im Herbst 1219 von den Sarazenen nach einer Schlacht gefangen genommen. Während Adam bald wieder freikam, blieben Gauthier und Mathieu verschollen, offenbar waren sie in Gefangenschaft verstorben.
Adam erbte von seinem Vater bzw. seinem Bruder die Herrschaften Villebéon, La Chapelle-Gauthier, Tournanfuye, Bagnaux, La Celle-sous-Moret und Fontaine Guérart.
Gauthier II. de Villebéon war seit 1205 bis zu seinem Tod Großkammerherr von Frankreich gewesen, das gleiche Amt wurde Adam im Jahr 1223 anvertraut.

## Familie
Adam de Villebéon heiratete in erster Ehe 1205 Isabelle de Tancarville († 1214), Tochter von Guillaume (III.), Seigneur de Tancarville, Kämmerer der Normandie (er fiel am 27. Juli 1214 in der Schlacht von Bouvines), und Alix de Sérans (Haus Tancarville). Das Paar bekam mindestens fünf Kinder:
- Gauthier (III.) de Villebéon, dit Le Chambellan (Galteri junioris dicti Cambellani)[5], * wohl 1206, † 27. September wohl 1239/1240, Seigneur de Villebéon et de Tournanfuye; ⚭  wohl 1228 Alix de Vierzon, † 3. Dezember 1245, Tochter von Hervé (II.), Seigneur de Vierzon, und Marie de Dampierre[6], sie heiratete in 2. Ehe wohl 1243 Gérard (III.) de Picquigny, Vidame d’Amiens
- Guillaume de Villebéon, dit Le Chambellan, † 1243
- Pierre de Villebéon, dit Le Chambellan, † 21. Februar 1271 im Hafen von Tunis, Seigneur de Baignaux, 1255 Großkammerherr Ludwigs IX., 1259 bezeugt, in der Kathedrale von Saint-Denis bestattet; ⚭ NN, † nach 1277
- Adam (II.) de Villebéon, dit Le Chambellan, † 14. September 1264, 1260 Seigneur de Tournanfuye et du Mesnil-Aubry, bestattet in der Abtei Le Jard; ⚭ vor 1240 Alix, † 5. März 12xx, vielleicht Alix de Garlande, Tochter von Anseau de Garlande und Alix

Wohl 1215 ging Adam de Villebéon mit Elisabeth de Montmaur († 23. Juli 1254), Tochter von Mathieu de Montmaur, eine zweite Ehe ein. Aus dieser Ehe stammen mindestens zwei Kinder:
- Isabelle de Villebéon, dite La Chambellane, † 25. März 1265, Dame de La Chapelle-Gauthier; ⚭ Mathieu de Montmirail, † 14. Januar (oder 16. Juni) 1262, Seigneur de Charly 1226, Seigneur de La Ferté-Gaucher 1240, Seigneur de Montmirail 1240, Châtelain de Cambrai 1241, Sohn von Jean (I.) de Montmirail, und Helvide de Dampierre
- Mathieu (II.) de Villebéon, † 1270; ⚭ (1) Philippotte, † nach 3. Oktober 1266, Tochter von NN und Hersende; ⚭ (2) wohl 1267/68 Helvide de Bormont, Witwe von Guy de Nanteuil-le-Hardouin, Seigneur de Morcourt

Adam de Villebéon und Elisabeth de Montmaur wurden in der Abtei Le Jard bestattet.